# El Aguacate, Huautla
El Aguacate är en ort i Mexiko.   Den ligger i kommunen Huautla och delstaten Hidalgo, i den sydöstra delen av landet, 200 km nordost om huvudstaden Mexico City. El Aguacate ligger 162 meter över havet och antalet invånare är 371.
Terrängen runt El Aguacate är lite kuperad. Runt El Aguacate är det ganska tätbefolkat, med 80 invånare per kvadratkilometer. Närmaste större samhälle är Benito Juárez, 18,3 km söder om El Aguacate. Omgivningarna runt El Aguacate är en mosaik av jordbruksmark och naturlig växtlighet.